# Karl Eduard Linsenmair
Karl Eduard Linsenmair (né le 8 février 1940 à Munich) est un biologiste allemand et professeur d'université émérite. Ses domaines de travail sont l'écologie générale, l'écologie comportementale, l'écophysiologie, la sociobiologie et la physiologie d'orientation, son focus étant l'écologie tropicale.

## Biographie
Linsenmair a étudié la zoologie, la botanique, la chimie, l'anthropologie et la psychologie à Heidelberg, Fribourg et Francfort. Il a obtenu sa thèse en 1966 avec le titre  Konstruktion und Signalfunktion der Sandpyramide der Reiterkrabbe Ocypode saratan Forsk. (Decapoda Brachyura Ocypodidae) [sur la construction et la fonction de signalisation de la pyramide de sable du crabe cavalier Ocypode saratan Forsk. (Decapoda Brachyura Ocypodidae)] a obtenu son doctorat. À l'Université Johann Wolfgang Goethe de Francfort-sur-le-Main, il a été chercheur au DFG de 1967 à 1970 et assistant de recherche au département de biologie de l'Université de Ratisbonne en 1970/1971. Il a obtenu son habilitation en 1971 et a enseigné à l'Université de Ratisbonne de 1972 à 1976. En 1976, il prend la chaire d'écologie animale à l'Institut zoologique de l'Université de Würzburg.[réf. nécessaire]
Linsenmair a apporté une contribution cruciale à la création et à la promotion des domaines de recherche sur l'écologie tropicale et la biodiversité. Il a initié et coordonné le programme prioritaire de la DFG « Mécanismes pour la conservation de la diversité tropicale » et le programme de la Fondation européenne de la science « Tropical Canopy Research », qui a depuis été étendu au niveau mondial. En tant que seul biologiste du « Comité national pour la recherche sur le changement global », il a participé de manière significative au développement du concept du programme BMBF BIOLOG-BIOTA. Dans ce contexte, il a dirigé le programme BIOTA-West, qui visait à utiliser les résultats de la recherche écologique fondamentale pour trouver des solutions concrètes aux problèmes du continent africain. Lui et sa chaire étaient responsables de la coordination scientifique et administrative de 16 universités et instituts scientifiques en Allemagne, au Burkina Faso, au Bénin et en Côte d'Ivoire.

## La recherche en Afrique
Dans les années 1980, Linsenmair envisage de construire une station permanente de recherche écologique dans la savane de Côte d'Ivoire. Lors d'un voyage de recherche là-bas en 1973, il fut fasciné par l'incroyable diversité des différentes grenouilles. Le Parc National de la Comoé est inscrit au patrimoine mondial depuis 1983. En 1989, les premières cabanes ont été construites à partir de buissons et de feuilles, mangées par les termites en un an, puis reconstruites. Dès 1991, Linsenmair a reçu un financement de la Fondation Thyssen pour sa station de recherche écologique. En raison des obstacles bureaucratiques imposés par les bureaux, les autorités et les ministères, il a fallu neuf ans pour recueillir toutes les signatures des 20 organismes ; les travaux de construction de la station de recherche n'ont commencé qu'en 1999.
En 2002, le groupe de recherche de Linsenmair a déménagé dans ce camp massif, bien équipé pour la recherche zoologique, botanique et écologique. C’était unique en Afrique de l’Ouest. Linsenmair a apporté d'importantes contributions à la recherche sur la biodiversité en Afrique de l'Ouest. Outre l'apparition et le comportement de certaines espèces animales, il a étudié le changement global, la propagation des déserts et la perte de biodiversité. En septembre 2002, une délégation internationale a visité la station de recherche. Quelques semaines plus tard, la guerre civile éclatait en Côte d'Ivoire, qui faisait rage directement à la station de Linsenmair. Lui et ses collègues européens ont été transportés par avion et n'ont pu revenir que dix ans plus tard. Pendant cette période, Linsenmair a dirigé le projet Biota West Africa depuis le Bénin et le Burkina Faso; qui a mené des recherches sur la biodiversité et construit un réseau international.
En 2010, après presque deux ans de planification et de construction, le nouveau centre d'information sur la biodiversité a été inauguré par Karl Eduard Linsenmair et Robert Foro à Ouagadougou, la capitale du Burkina Faso, dans lequel les connaissances collectées seront désormais mises à la disposition du grand public. La guerre civile a officiellement pris fin en 2007, mais ce n’est qu’en 2011 que le gouvernement est devenu quelque peu stable et a pu contenir les troubles qui éclataient. En 2012, Linsenmair est retourné dans la savane après la guerre civile et n'a trouvé que les ruines de sa station de recherche. Il a tout reconstruit avec ses collègues. Aujourd'hui, il y a 14 maisons d'hôtes avec climatisation et eau courante à distance autour du bâtiment principal. La pièce maîtresse est un long bâtiment de recherche abritant une bibliothèque, des bureaux et des laboratoires. La station dispose d’une connexion internet depuis 2014 et les opérations de recherche ont repris. 

## Adhésions et distinctions
Linsenmair est devenu président de la Société d'écologie tropicale (gtö) en 1990. Il est membre élu de l'Académie Léopoldine depuis 1997 et de l'Academia Europaea depuis 1998. Il est président du conseil consultatif scientifique et membre du conseil d'administration du ZMT (Leibniz-Zentrum für Marine Tropenforschung, Centre d'écologie marine tropicale ) à Brême ainsi que membre du conseil consultatif scientifique et du conseil d'administration du WWFAllemagne . Il est également membre de divers conseils et comités consultatifs (« Global Change Research », Senckenberg Research Institute, Musée d'histoire naturelle de Berlin, DFG Zoology Review Board pour le sujet « Recherche sur l'écologie et les écosystèmes »).
En 1996, Linsenmair a reçu le prix Körber pour la science européenne.
En 2014, Linsenmair a reçu la Médaille d'or du mérite de l'Université de Würzburg pour ses contributions à la recherche.

## Publications
- « Konstruktion und Signalfunktion der Sandpyramide der Reiterkrabbe Ocypode saratan Forsk. (Decapoda Brachyura Ocypodidae). » [« Construction et fonction de signalisation de la pyramide de sable du crabe cavalier Ocypode saratan Forsk. (Décapoda Brachyura Ocypodidae). »], Zeitschrift für Tierpsychologie, vol. 24, no 4,‎ 1967, p. 403-456 (DOI 10.1111/j.1439-0310.1967.tb01238.x)
- Tropical forest canopies: ecology and management proceedings of ESF conference, Oxford University, 12-16 December, Dordrecht, Kluwer academic publ, coll. « Forestry sciences », 2001 (ISBN 978-0-7923-7049-9) :« Proceedings of the European Science Foundation Conference on Tropical Forest Canopies. Reprinted from Plant Ecology, volume 153, Nos. 1-2, pp. 1-130. »
- Biodiversity structure and function ; Vol. 1, Oxford, U.K, Eolss Publishers, coll. « Encyclopedia of life support systems : EOLSS 9, Environmental and ecological sciences, engineering, and technology resources », 2009 (ISBN 978-1-84826-934-7)
- (de) Karl-Eduard Linsenmair, Wie die Alten sungen ... Warum singen Vögel?, Stuttgart, Kosmos, coll. « Kosmos-Bibliothek, Bd. 258 », [1968], 87 p. (OCLC 5282734)